# Palazzo in Via Atri 33

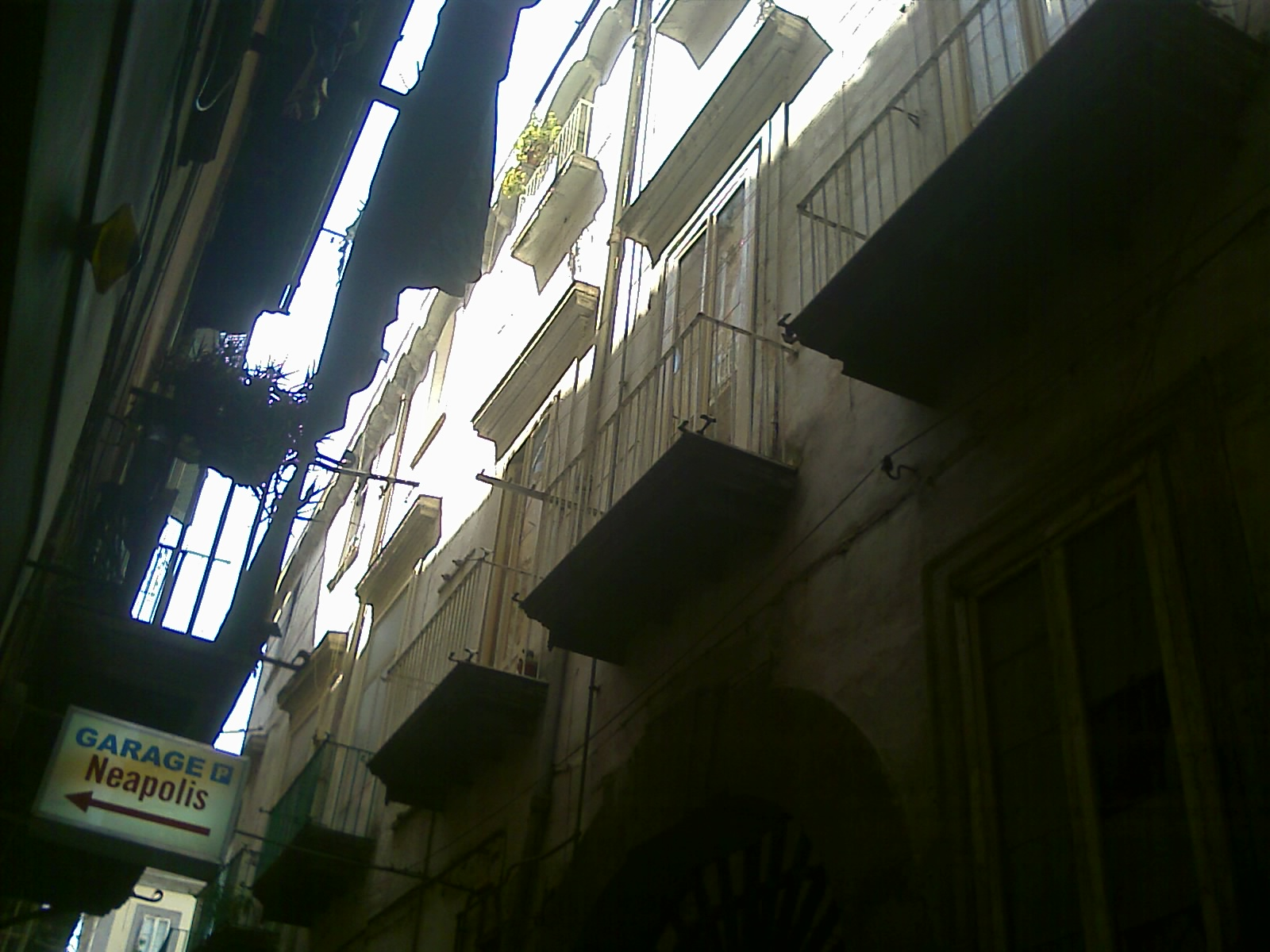
Palast in der Via Atri, 33, in Neapel

Der Palazzo in Via Atri, 33, auch als Palazzo Ombriani bekannt, ist ein Renaissancepalast aus dem 16. Jahrhundert im Viertel San Lorenzo von Neapel in der italienischen Region Kampanien. Er liegt in der Via Atri, 33. Zusammen mit dem Nachbargebäude in der Via Atri, 35 bildet er den Innenhof, der an den Palazzo Acquaviva d’Atri grenzt.

## Geschichte und Beschreibung
Der im 16. Jahrhundert im Stile der Renaissance erbaute Palast wurde im 18. Jahrhundert umgebaut. Die Vorhallen an zwei Seiten des Innenhofes wurden geschlossen. Außerdem wurde eine Nebentreppe, die den Innenhof mit dem Zwischengeschoss verbindet, wieder nutzbar gemacht.
Auf der linken Seite des Innenhofes liegt diese Treppe, die in ihrer Art in der neapolitanischen Architektur unüblich ist. Sie besteht aus einem Treppenlauf, der im Zwischengeschoss endet. Dann setzt sich ein weiterer Treppenlauf im Winkel von 90° bis zum ersten Obergeschoss fort. Der Palast bestand ursprünglich aus einer großen terrassierten Oberfläche und an der Seite zur Via Francesco del Giudice bestand vermutlich eine Loggia. Darauf weisen Reste eines Rahmens aus Piperno hin. Heute kann man über diesen ehemaligen Gebäudeteilen die Wohnräume sehen, die im Laufe der Jahrhunderte errichtet wurden.
Die Fassade hat zwei Obergeschosse und ein Zwischengeschoss. Das Eingangstor und der Empfangsbereich sind symmetrisch zur Achse des Innenhofes angeordnet. Das Portal und die Fensterrahmen sind aus Piperno und haben Gebälke. Mit dem benachbarten Anwesen auf Hausnummer 35 bildet die Fassade eine Einheit zwischen den Zwischengeschoss und dem Piano nobile, während das zweite Obergeschoss unterschiedlich gestaltet ist und an der unterschiedlichen Höhe des Zwischengeschosses zwischen den Hausnummern 33 und 35 sich bemerkbar macht.